# Roger Bernat
Roger Bernat de Naeyer (* 1968 in Barcelona) ist ein spanischer Regisseur und Choreograf.

## Leben
Roger Bernat studierte bis 1996 Regie und Dramaturgie am Institut del Teatre de Barcelona.
Als Regisseur debütierte er bei El deseo de ser mujer (1995) und Una historia de amor (1996). Er arbeitete als Regieassistent unter Thierry Salmon (1957–1998) bei Asalto al cielo (1996), einer Adaption der Penthesilea von Heinrich von Kleist.
Seit 2008 kreiert er Versuchsanordnungen, in denen das Publikum zum Zentrum der Aufführung und das Theater zum Versammlungsraum wird. Er verwendet dabei Dokumente und Zeitzeugenberichte und greift auf historische Inszenierungen zurück. Bernat veröffentlichte Fachartikel über partizipatives Theater. seine Arbeiten wurden mit katalanischen Kritikerpreisen ausgezeichnet.